# Reginald Copleston

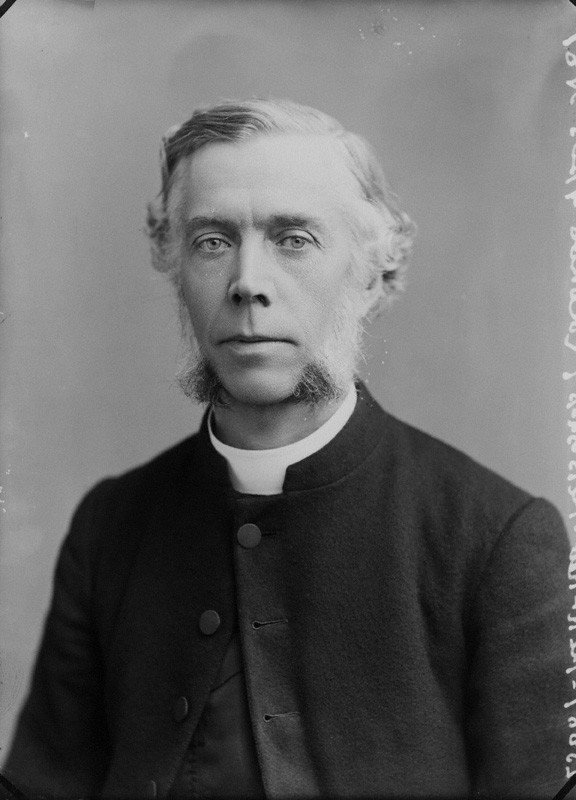
Reginald Copleston

Reginald Stephen Copleston (* 26. Dezember 1845 in Barnes, heute London Borough of Richmond upon Thames, England; † 19. April 1925 in Putney (London)) war ein Geistlicher der anglikanischen Kirche und Autor.

## Leben
Cpleston wurde an der Merchant Taylors’ School (Northwood) im Westen von London und danach am Merton College in Oxford. Er wurde Tutor und Fellow am St. Johns College (Oxford) in Oxford. Ab 1875 war er 27 Jahre lang der Bischof von Colombo in der Church of Ceylon. 1902 wurde er nach Indien versetzt und dort anglikanischer Bischof von Kalkutta und damit gleichzeitig Metropolitan von Indien bis zum Jahre 1913.
Nach seiner Pensionierung ging Copleston nach England zurück. Er verstarb in Putney in London und wurde auf dem Putney Vale Cemetery beerdigt.

## Veröffentlichungen
- Theravada Buddhism. 1892. (Neuauflage: Eastern Book Linkers, Delhi, Indien 1993, ISBN 81-8513380-8).
- Buddhism, primitive and present: in Magadha and Ceylon, Longmans/Green, London, New York City 1908.

| Personendaten    | Personendaten                                                |
| ---------------- | ------------------------------------------------------------ |
| NAME             | Copleston, Reginald                                          |
| ALTERNATIVNAMEN  | Copleston, Reginald Stephen                                  |
| KURZBESCHREIBUNG | anglikanischer Geistlicher, Bischof von Colombo und Kalkutta |
| GEBURTSDATUM     | 26. Dezember 1845                                            |
| GEBURTSORT       | Barnes (London), England                                     |
| STERBEDATUM      | 19. April 1925                                               |
| STERBEORT        | Putney (London), England                                     |